# 布希花園
布希花園（Busch Gardens）為一隸屬於黑石集團的遊樂園，其他隸屬於黑石集團的知名遊樂園還有海洋世界。全美共有兩座布希花園，分別位於維吉尼亞州及佛羅里達州。

## 佛羅里達布希花園
以其刺激的雲霄飛車及動物聞名，在園區隔壁還擁有一間名為冒險島（Adventure Island）的水上樂園。近年還新增了專門為兒童設計的芝麻街樂園。